# Amblyopone michaelseni
Amblyopone michaelseni es una especie de hormiga del género Amblyopone, familia Formicidae. Fue descrita científicamente por Forel en 1907.

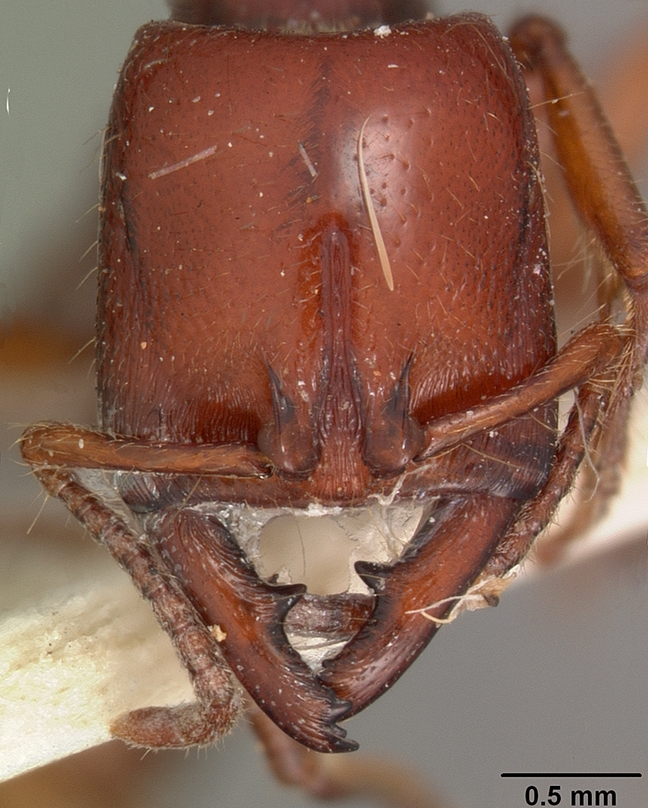
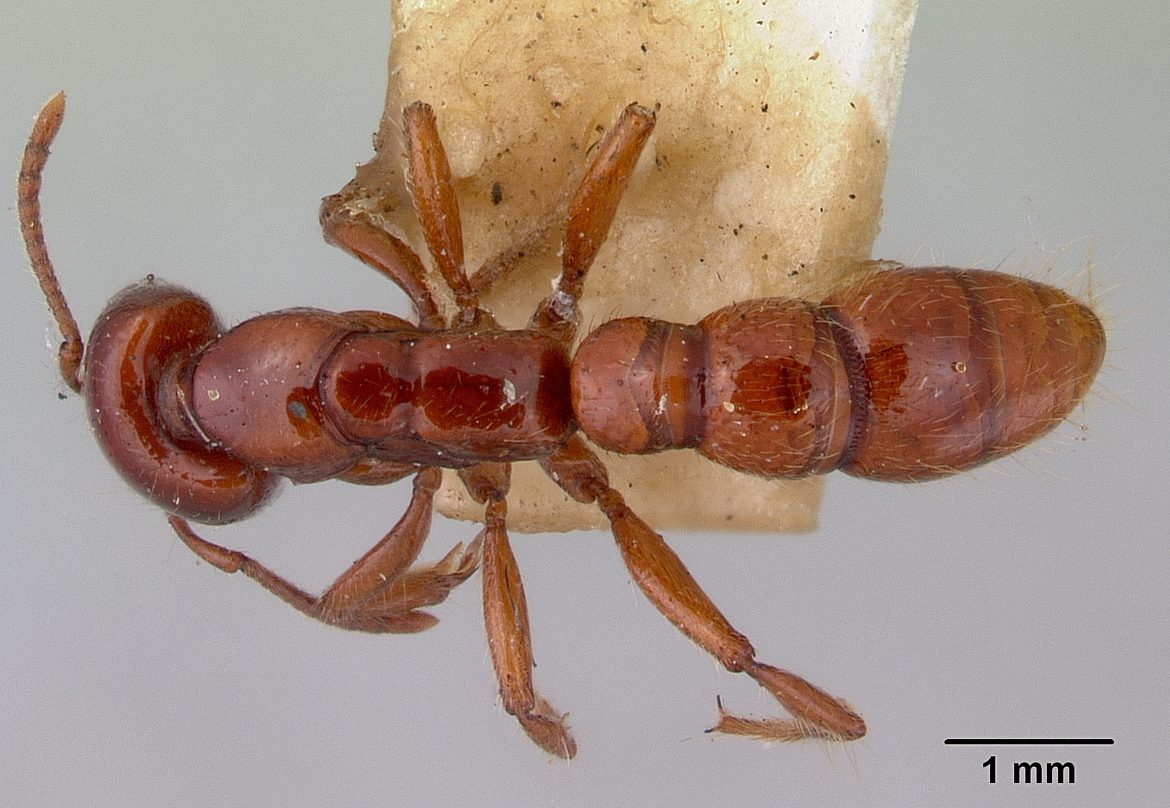
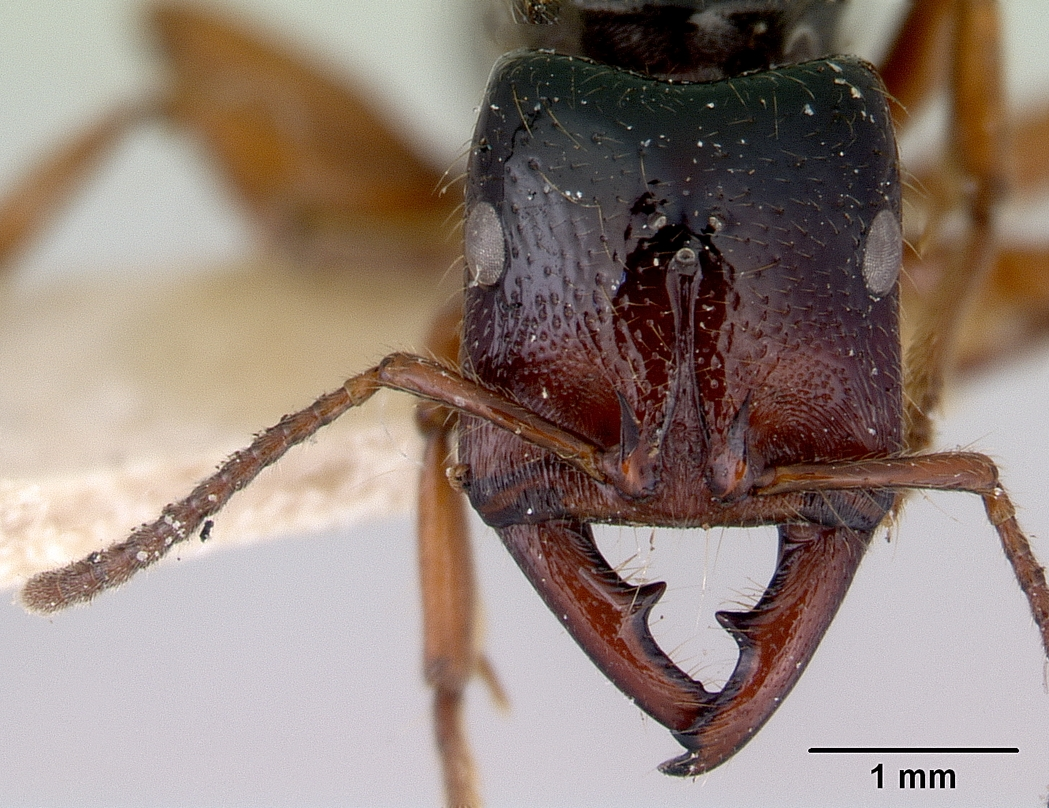

Se distribuye por Australia.